# Harare City FC
Harare City Football Club w skrócie Harare City FC – zimbabwejski klub piłkarski grający w drugiej, a niegdyś w zimbabwejskiej pierwszej lidze, mający siedzibę w mieście Harare.

## Występy w afrykańskich pucharach
| Sezon | Rozgrywki           | Runda   | Kraj       | Klub      | Dom | Wyjazd | Dwumecz |
| ----- | ------------------- | ------- | ---------- | --------- | --- | ------ | ------- |
| 2016  | Puchar Konfederacji | wstępna | Madagaskar | AS Adema  | 3–2 | 3–1    | 6–3     |
| 2016  | Puchar Konfederacji | 1       | Zambia     | Zanaco FC | 1–2 | 1–3    | 2–5     |

## Stadion
Domowe mecze klub rozgrywa na stadionie o nazwie Rufaro Stadium w Harare. Stadion może pomieścić 8000 widzów.

## Reprezentanci kraju grający w klubie od 2010 roku
Stan na czerwiec 2023.
| - Nicholas Alifandika - Phineas Bamusi - Talent Chawapiwa - Thomas Chideu - Takudzwa Chimwemwe - Ronald Chitiyo - Tafadzwa Dube - Warren Dube - Malvin Gaki - James Jam - Tino Kadewere - David Kutyauripo - Farai Madhanaga - Timire Mamvura - William Manondo - Raphael Manuvire - Misheck Mburayi - Blessing Moyo | - Peter Moyo - Prichard Mpelele - Moses Muchenje - Elisha Muroiwa - Ben Musaka - Kudakwashe Musharu - Milton Ncube - Themba Ndlovu - Maxwell Nyamupangedengu - Tendai Samanja - Ronald Sengu - Silas Songani - Tatenda Tavengwa - Jimmy Tigere - Martin Vengesayi - Ishmael Wadi - Francisco Zekumbawira - Lincolin Zvasiya |